# Toalha

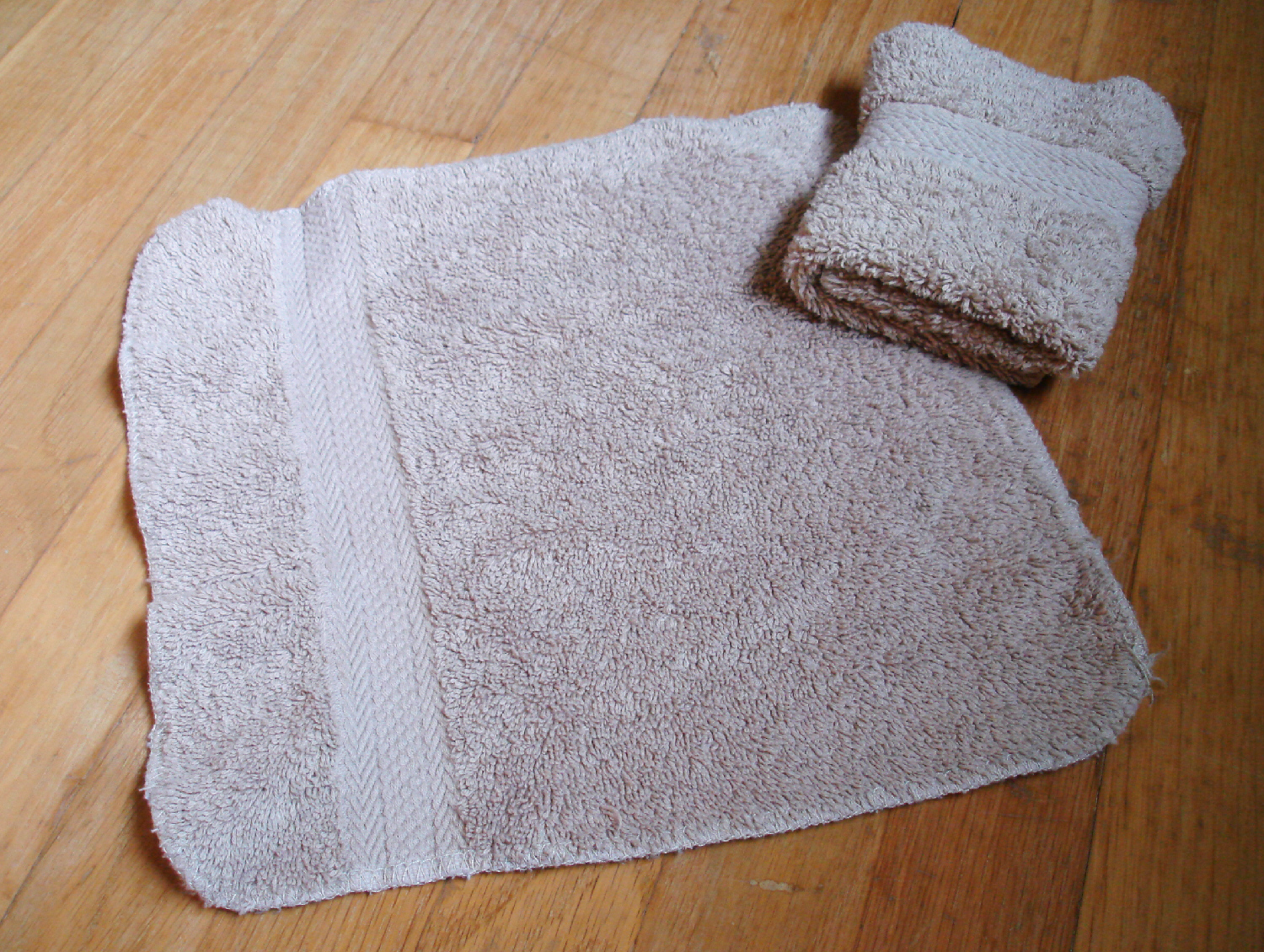
Toalha de rosto.

Uma toalha é um pedaço de tecido de linho ou de algodão usado para secar ou enxugar qualquer parte do corpo que se molhe ou se lave ou usado para estender sobre superfícies, como a mesa de refeição.
Geralmente, elas são denominadas conforme sua aplicação: toalha de mesa, toalha de banho, toalha de rosto, toalha de mão, toalha de praia, etc. E estão disponíveis em diversas cores, estampas e tamanhos podendo possuir acabamentos como rendas, crochê, bordado inglês, aplicações e outros.

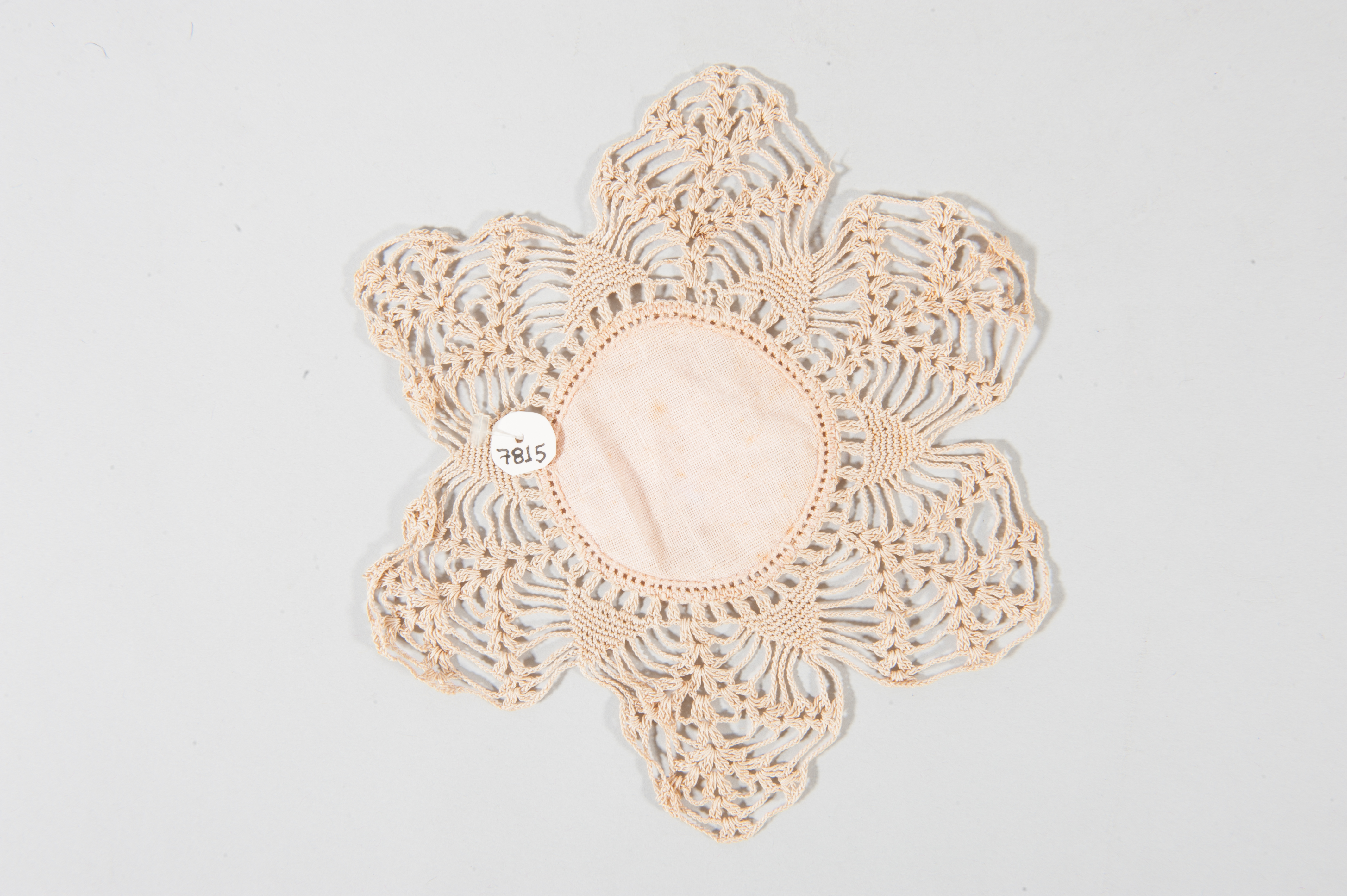
Toalha de mesa, parte do acervo do Museu Paulista.

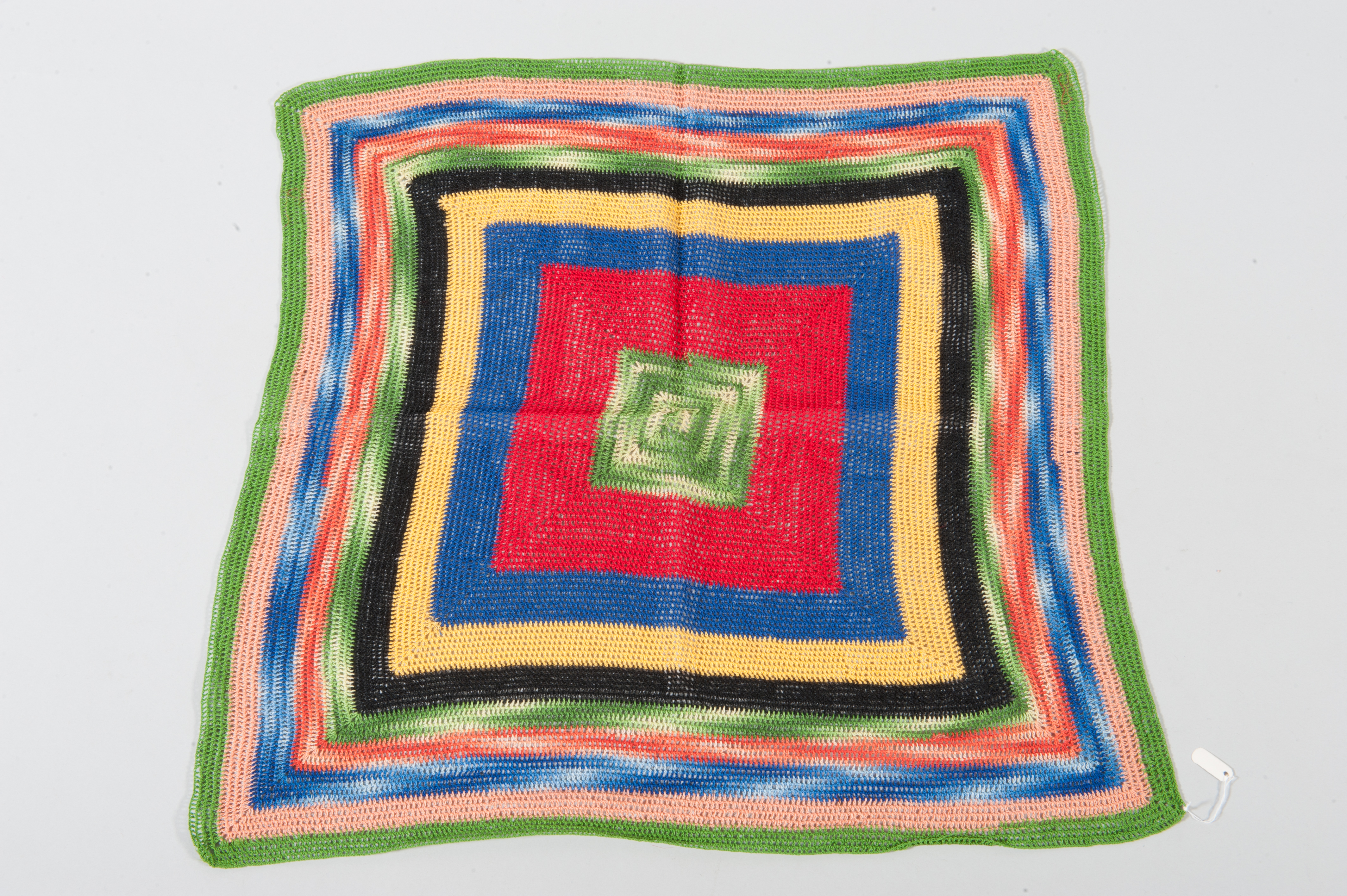
Toalha de crochê, parte do acervo do Museu Paulista.

## História

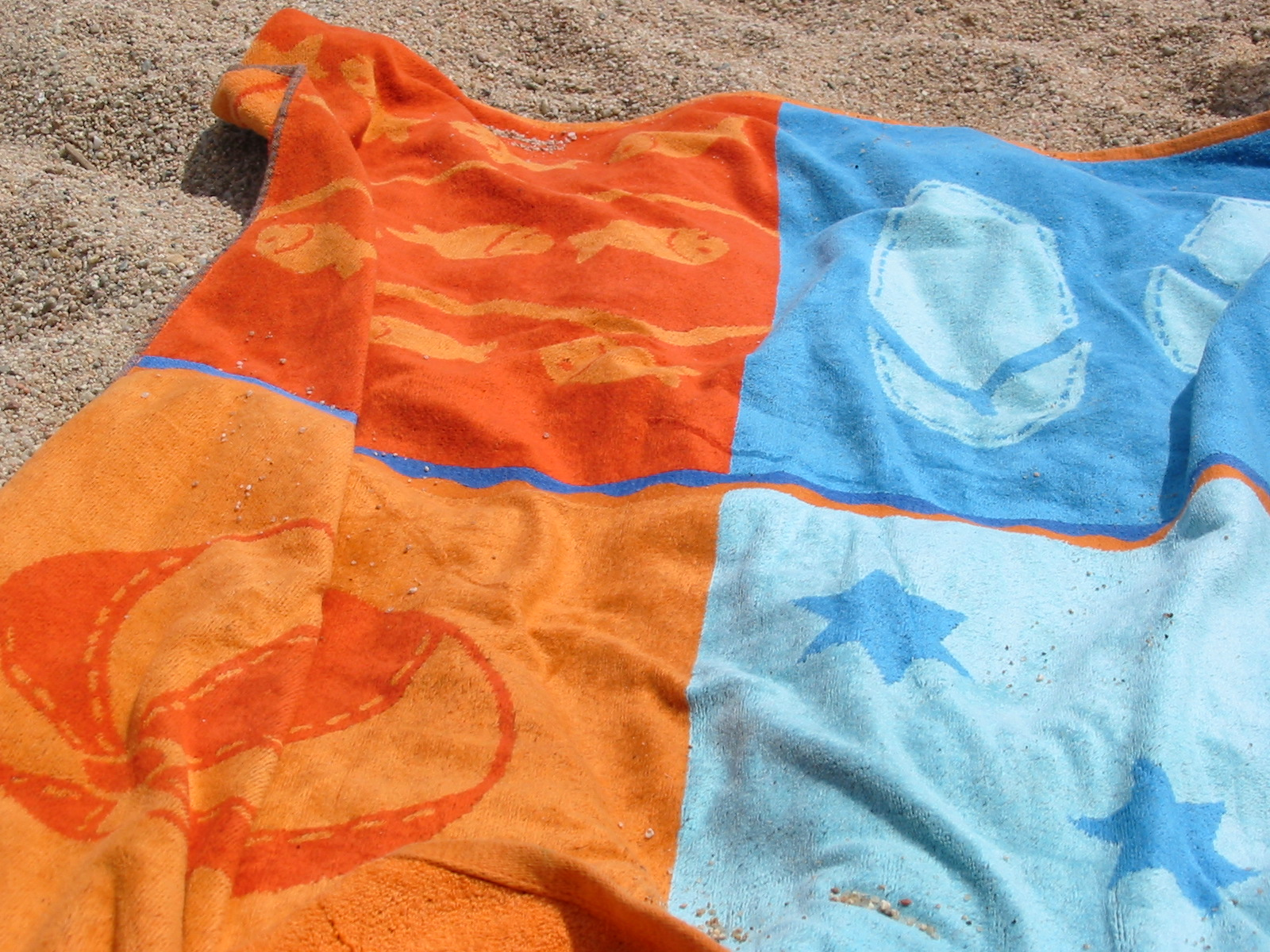
Toalha de praia.

Não há referências do uso da toalha de mesa entre os antigos gregos, tendo estreado entre os romanos por volta do século I d.C. Diferentemente das atuais, assemelhavam-se a tapetes, eram grossas e pesadas, eram denominadas mantele ou mantille. Embelezavam o ambiente, absorviam os líquidos e amorteciam ruídos.
Uma única passagem na Bíblia cita uma toalha para o corpo. Trata-se da passagem que na tradição católica chama-se Lavapés, o momento em que Jesus, antes da Última Ceia lava os pés dos apóstolos e os enxuga com uma toalha (Jó; 13).
A toalha de mesa foi sendo bem usada durante os primeiros séculos da Era Cristã, tendo sido, porém, muito difundida na Idade Média. Eram muitas vezes brancas, apresentavam pinturas de pássaros, flores, eram por vezes banhadas com perfumes. As toalhas passaram a indicar distinção, importância social, "status" e não uso das mesmas era sinal de humilhação na era medieval. Durante os séculos XI a XIII, época das Cruzadas, esses signos de merecimento foram bem significativos.
Nos séculos XV e XVI, nos Banquetes, usavam-se três toalhas sobrepostas: uma para receber os convidados, a segunda que era revelada para servir a refeição e a terceira a ser descoberta para o serviço da sobremesa. A troca das toalhas era um ritual para surpreender e encantar os convivas. No banquete nupcial de Constanzo I Sforza com Camila de Aragão em 1475 as toalhas foram trocadas várias vezes na mesa dos noivos, duas vezes nas dos convidados.
Os padrões para as toalhas apresentaram variações na Europa conforme a época: No século XVI exibiam bordados com requinte, enquanto que no século XVII eram geralmente brancas, lisas, terminando em rendados nas bordas. Nos primórdios do século XVIII predominaram as muitas cores, as rendas e o rococó. Esse aspectos vieram, mais para o fim desse século, a desaparecer, sendo substituídas pelas brancas, simples, amplas, indo até o chão. No século XIX predominaram as adamascadas, vieram os motivos geométricos, flores, frutas. A Rainha Vitória da Inglaterra, após sua viuvez do Príncipe Alberto em 1861, impôs aos súditos a moda da viuvez. As toalhas se mantiveram, no país, escuras e sóbrias até o início do século XX.

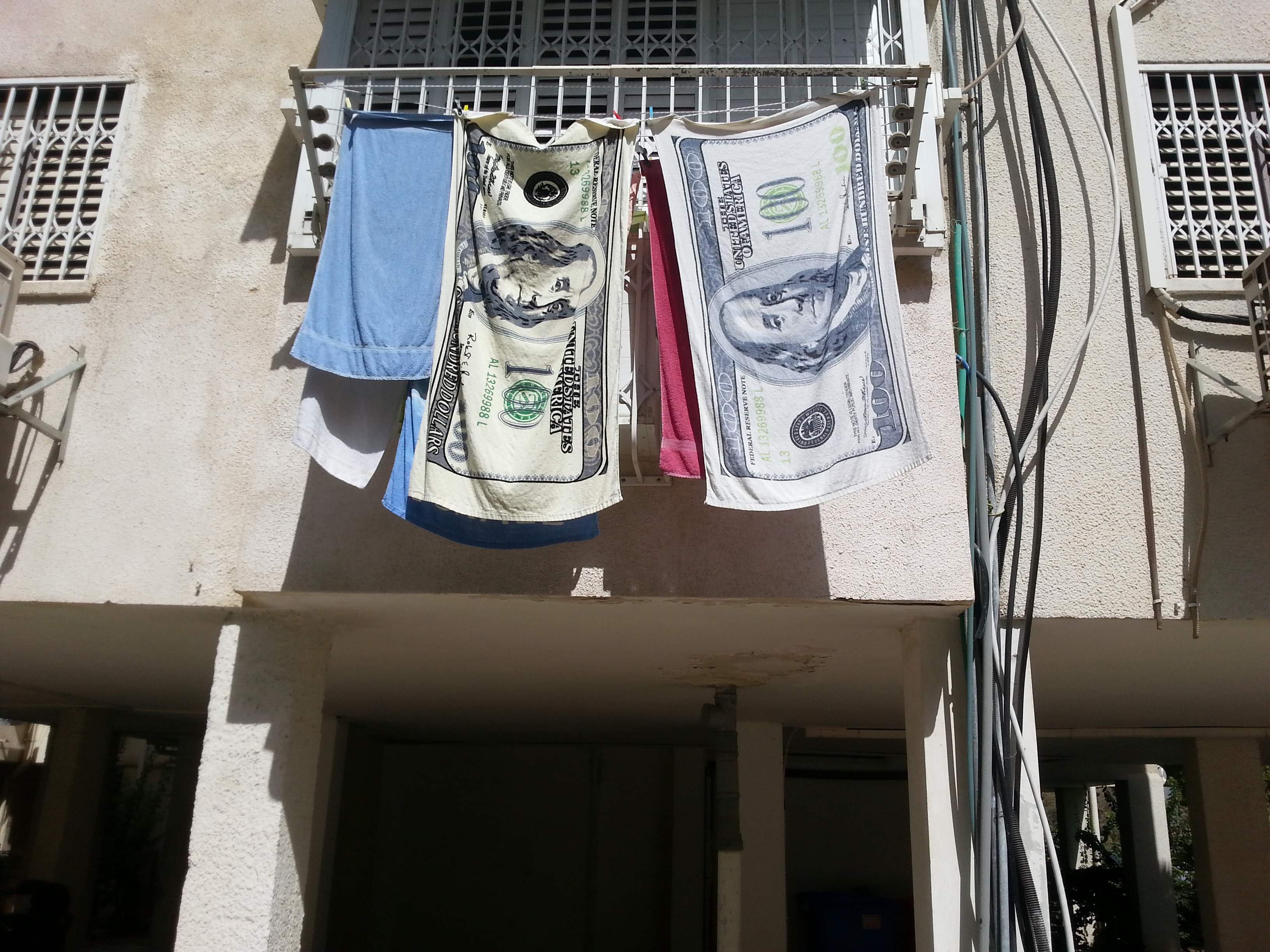
Toalhas com estampa de cédulas de Dólar dos Estados Unidos em Israel.

## Na cultura popular
- A ficção de O Guia do Mochileiro das Galáxias, de Douglas Adams, descreve uma toalha (do tipo usado para se enxugar) como uma das coisas mais úteis para um Mochileiro das Galáxias. Pode ser usada para se proteger do frio, da chuva, ser amarrada na forma de venda nos olhos no caso de precisar evitar olhar para algo, como uma grande altura ou uma Terrível Besta Voraz de Traal (um animal com uma estonteante falta de inteligência, que pensa que se você não pode vê-lo, ele também não pode ver você); pode também ser usada para evitar contato com o chão durante a noite, caso queira ou precise dormir ao relento e pode ser usada para se secar após um banho se estiver seca e limpa o suficiente.
- O desenho animado South Park tem um personagem chamado Towelie, uma toalha antropomórfica, em uma provável referência à obra de Douglas Adams.

## Tipos

#### Toalha de rosto
A toalha de rosto é feita de tecido de algodão. Seu tamanho varia de acordo com o fabricante, mas, em geral, mede quarenta centímetros de largura e 75 centímetros de altura. É usualmente armazenada em um gancho de metal próximo à pia do banheiro. Com ela, enxuga-se o rosto e, em residências, onde não é tão comum o uso de papel-toalha quanto em locais públicos, a toalha de rosto também é usada para enxugar as mãos.
Seu tipo de fio pode ser classificado como singelo, também chamado simples (fio 8/1, fio 12/1, fio 14/1 e fio 16/1) ou retorcido, conhecido ainda como duplo (fio 20/2 e fio 24/2). A toalha de rosto de fio tipo simples tem a vantagem de ser macia e de fácil dobra; enquanto a toalha de fio duplo é mais resistente e ideal para estampas e desenhos em alto relevo já que com seus fios entrelaçados as felpas são mais regulares.
Em relação ao seu preço, ela custa em média quinze reais e pode ser comprada em lojas de casa, mesa e banho.

#### Toalha de banho
A toalha de banho  também é feita de tecido de algodão. Seu tamanho varia de acordo com o fabricante, mas, em geral, mede setenta centímetros de largura e 140 centímetros de altura. É usualmente pendurada em um gancho de metal no banheiro ou dobrada no guarda-roupas. Com ela, enxuga-se o corpo todo após o banho.
Assim como a toalha de rosto, o fio da toalha de banho pode ser singelo ou retorcido.
Em relação ao preço, uma toalha de banho simples custa em média 25 reais, mas as mais sofisticadas, como as de fio egípcio, podem chegar até a cem reais. Tal utensílio pode ser adquirido em lojas de casa, mesa e banho.

#### Toalha de mesa
A toalha de mesa pode ser feita de uma variedade de tecidos, cores e estampas. Seu tamanho varia de acordo com o tamanho da mesa sobre a qual será estendida, mas pode possuir também tamanho bem estreito e comprido em relação à superfície, o que é denominado de caminho de mesa. Geralmente tem um modelo específico para cada lugar e ocasião - em reuniões informais, por exemplo, são preferíveis as toalhas de mesas bem coloridas; enquanto em jantares românticos, as de tom claro decoradas por pétalas de rosas e velas. Neste sentido, a toalha de mesa há muito deixou de ter a função apenas de proteger a mesa contra manchas de comidas e bebidas e passou também a ter uma finalidade decorativa.
Em relação ao preço, uma toalha de mesa simples para usar em casa no cotidiano custa em média trinta reais, já algumas usadas em buffets ou trabalhadas em renda guipir podem chegar até a duzentos reais.

#### Toalha de praia
A toalha de praia, conhecida ainda como toalha de piscina, também é feita de tecido de algodão, mas em quantidade menor do que uma toalha tradicional por ser usada para um tipo de água com propriedades diferentes, tendo um lado felpudo e o outro aveludado, com gramatura 310g/m2. Seu tamanho varia de acordo com o fabricante, mas, em geral, mede 76 centímetros de largura e 150 centímetros de altura. É usualmente armazenada em roupeiros. Em relação ao seu modo de uso, ela é estendida sobre a areia da praia ou beira da piscina para que seu usuário possa se deitar sobre ela, protegendo-se de sujeiras. Com ela, também seca-se o corpo. após o mergulho. O lado aveludado da toalha é usado para se proteger dos dejetos; enquanto o lado felpudo, para se secar.
Quanto ao preço, uma toalha de praia simples custa em média 45 reais; já uma de microfibra, que é composta por poliamida e poliéster, tem maior absorção e se seca mais rápido sobre o sol, pode chegar até a 975 reais, ambas podendo ser compradas em lojas de casa, mesa e banho.
Em dezembro de 2020, a Magnum, marca premium de sorvetes da Unilever, lançou no Brasil uma edição limitada de toalhas gigantes,  com medida de três metros de largura por três metros de altura, sendo três modelos de estampas - uma estampa desenvolvida pela artista plástica Ciccy Halpern, inspirada na tropicalidade das aves brasileiras e as outras duas pelos artistas Quentin Monge, da França, e Karan Singh, da Austrália. A ideia já havia feito sucesso na Europa e tinha como objetivo incentivar o distanciamento social exigido para a época devido à pandemia de Covid-19, pois a toalha de praia gigante permitia que duas pessoas pudessem ficar deitadas sobre ela a uma distância de dois metros uma da outra.

## Fabricantes brasileiros
No Brasil, a Associação Empresarial de Brusque (ACIBr) fundou em 2011 o Núcleo de Fabricantes de Toalhas (NFTex), uma espécie de associação de indústrias de tecido brasileiras idealizada com o objetivo de buscar melhorias para o segmento têxtil, principalmente para a linha de toalhas de banho e de rosto, roupões, panos de prato e tecidos felpudos.
Atualmente, o núcleo conta com 23 empresas, são elas a De Limas Têxtil Ltda., a Toalhas Bruns, a Fleschan Indústria Têxtil Ltda, a Garmisch, a Isapatex Têxtil, a Toalhas Appel, a Lufamar Tecidos, a Marcotex Tecelagem, a Toalhas NT, a Tecelagem Olinda, a Rezi Têxtil, a Schlindwein Têxtil, a Tecelagem Atlântica Ltda., a Tecelagem Caviquioli, a Tecelagem LM, a Toalhas Reisitin, a Valletex, a Têxtil Brusque Ltda., a Dianneli e a Toalhas Groh Ltda., sendo que a maioria é tradicional no segmento no Brasil e juntas produzem mais de 2 500 toneladas de tecido por mês.